# Sachseln
Sachseln este o comună în partea centrală a Elveției, în Cantonul Obwald, pe malul lacului Sarnen.